# Joaquín Jiménez Hidalgo
Joaquín Jiménez Hidalgo (Luque, Córdoba, 18 de diciembre de 1935-Antequera, Málaga, 2 de diciembre de 2021) fue un político español de Alianza Popular. Ha sido alcalde de Antequera, presidente de la Diputación Provincial de Málaga, diputado en el parlamento de Andalucía y senador en las Cortes Generales de España. Fue miembro del Partido Popular.

## Biografía
Nace el 18 de diciembre de 1935 en Luque, su padre, Emilio Jiménez Barba, fue alcalde de dicha localidad. Se traslada a Antequera para ejercer de profesor de Educación Física en el Instituto Pedro Espinosa. Contrajo matrimonio con Francisca Bermúdez Ortigosa y tuvo siete hijos: Diego, Joaquín, María Jesús, Virginia, Francisco, Tomás y Emilio Jiménez Bermúdez.
Comienza en la política siendo alcalde de Antequera, tras la dimisión de Francisco Ruiz Rojas, cargo que ocupa entre 1975 a 1977, después es elegido presidente de la Diputación de Málaga, cargo que ocupa hasta 1979. Es también senador en las cortes generales, parlamentario andaluz, y por último, fue presidente provincial de Alianza Popular durante su cambio al Partido Popular.
Como alcalde de Antequera, consiguió que las corridas de toros regresaran a la localidad.

### Etapa como Senador (1982-1986)

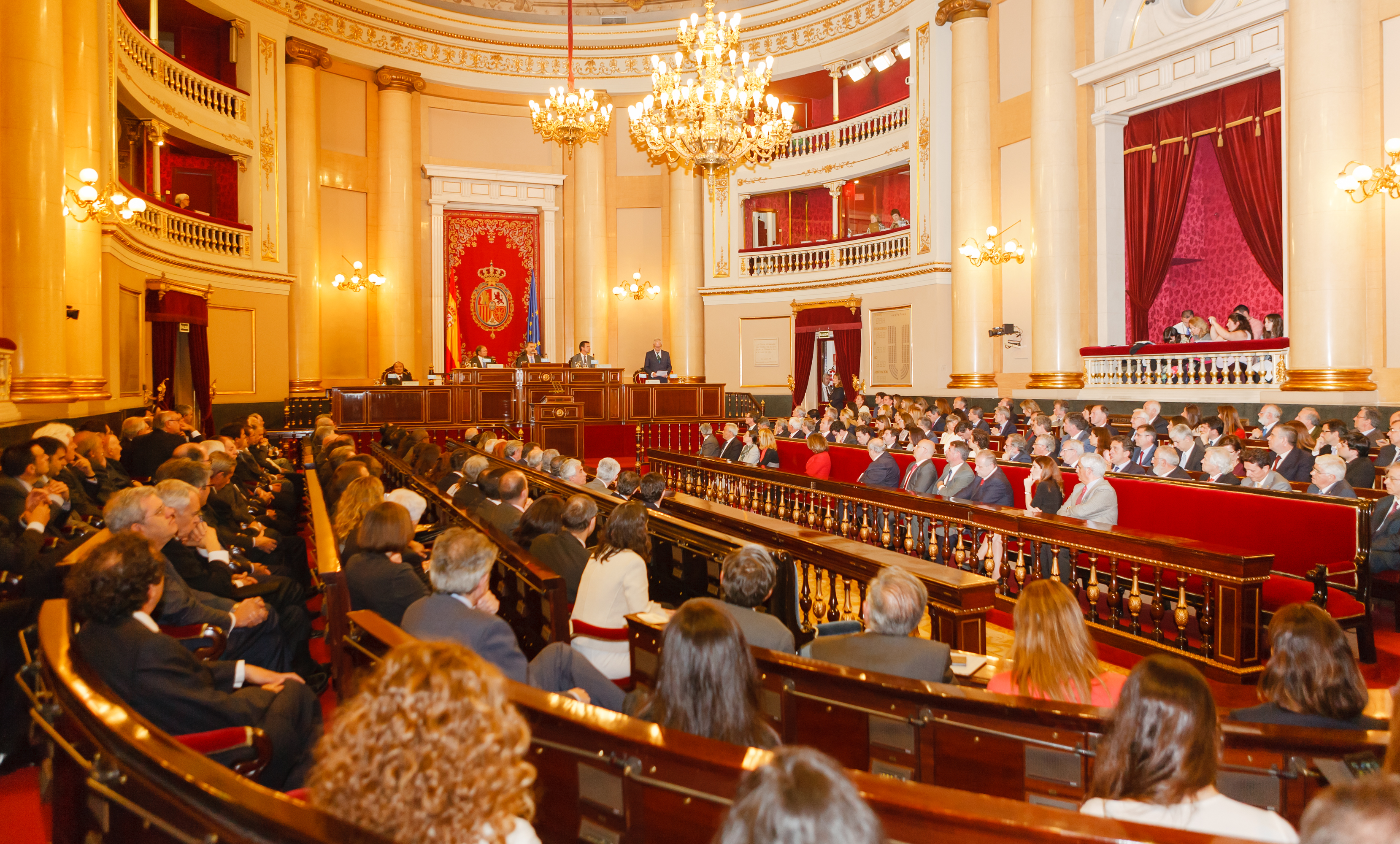
Senado de España

Como senador, bajo las siglas de la coalición Alianza Popular-Partido Demócrata Popular, intervino como vicepresidente segundo de la Comisión de relaciones con el Defensor del Pueblo y los Derechos Humanos, y como vocal de las siguientes comisiones: autonomías, organización y administración territorial, defensa y presupuestos, especial sobre el tráfico y consumo de drogas en España, y de investigación sobre la desaparición de súbditos españoles en países de América.